# NGC 7228
NGC 7228 (другие обозначения — PGC 68254, UGC 11945, MCG 6-48-16, ZWG 513.13) — спиральная галактика с перемычкой (SBa) в созвездии Ящерица.
Этот объект входит в число перечисленных в оригинальной редакции «Нового общего каталога».